# Thuận Lợi
Thuận Lợi là một xã thuộc tỉnh Đồng Nai, Việt Nam.
Xã Thuận Lợi có diện tích 77,61 km², dân số năm 2002 là 8.543 người, mật độ dân số đạt 110 người/km².